# 天運 (聶傑人)
天運（1796年正月—八月）是清朝湖北宜都、枝江白蓮教徒聶傑人、張正謨使用的年號，共計8個月。

## 紀年對照表
| 天運 | 元年   |
| ---- | ------ |
| 公元 | 1796年 |
| 干支 | 丙辰   |

## 同期存在的其他政權年號
- 中國
  - 嘉庆（1796年－1820年）：清朝—嘉庆帝顒琰之年號
  - 萬利（1796年－1798年）：清朝時期—王聪儿之年號
  - 天運（1796年－1798年）：清朝時期—林之華之年號
- 日本
  - 寬政（1789年－1801年）：光格天皇之年號
- 越南
  - 景盛（1792年－1801年）：西山朝—富春阮光纘之年號

## 來源
1. ↑  莊吉發《真空家鄉：清代民間秘密宗教史研究》，文史哲出版社，2002年，第201頁。ISBN 9789575494353